# Ларин, Вениамин Иванович
Вениамин Иванович Ларин (23 декабря 1920, Белоглазово, Алтайская губерния — август 1987, Москва) — советский писатель и журналист, первый редактор газеты «Вечерняя Алма-Ата», редактор изданий «Ленинская Смена», «Огни Алатау», литературного журнала «Простор».
Автор произведений «Земле нужны звезды», «В памяти остается все», многие эссе и произведения переведены на иностранные языки. Заслуженный работник культуры Республики Казахстан.

## Биография
Ларин Вениамин Иванович родился 23 декабря 1920 года в селе Белоглазово Алтайского края. Окончил Томский медицинский техникум, затем Высшую партийную школу при ЦК КПСС. Сначала работал на руководящих комсомольских должностях. Затем занялся публицистикой и журналистикой. Одновременно с работой в газете «Ленинская смена» читал лекции и вел творческие семинары в Казахском государственном университете им. Кирова. Под руководством Ларина «Ленинская смена» достигла тиража в 300 тысяч экземпляров и стала крупнейшим молодежным изданием Казахстана. В 1963 году был приглашен редактором в новую газету «Огни Алатау», с 1968 г. сформировал и возглавил возрожденное издание «Вечерняя Алма-Ата», где проработал семнадцать лет до  выхода на пенсию.
В 1975—1985 годы — главный редактор журнала «Простор». В 1961 году в соавторстве с Ильей Фёдоровичем Назаровым, выжившим узником немецкого концлагеря, выпустил документальную повесть «В памяти остается все», написанную от первого лица и основанную на воспоминаниях бывших военнопленных и узников концлагерей. Первое издание повести «В памяти остается всё» увидело свет в 1961 году. Ее выпустило Казахское государственное издание художественной литературы в Алма-Ате тиражом 20 тысяч экземпляров. Книга была переиздана трижды и переведена на несколько языков. В 1985 году вышел на пенсию и переехал в Москву, где скончался в августе 1987 года.